# Амасья-Мерзіфон (аеропорт)
Аеропорт Мерзіфон або Аеропорт Амасья-Мерзіфон (тур. Amasya Merzifon Havalimanı) (IATA: MZH, ICAO: LTAP) — аеропорт спільного базування, розташований у місті Мерзіфон, провінція Амасья, Туреччина.

## Авіалінії та напрямки, серпень 2023
| Авіакомпанія     | Пункт призначення      |
| ---------------- | ---------------------- |
| Pegasus Airlines | Стамбул–Сабіха Гьокчен |
| Turkish Airlines | Стамбул                |

## Статистика
Див. джерело запитів Вікіданих та джерела.